# Kitaibel-Akelei
Die Kitaibel-Akelei (Aquilegia kitaibelii, Kitaibelova kandilka (kroat.)) ist eine Pflanzenart aus der Familie der Hahnenfußgewächse (Ranunculaceae).
Die kleinwüchsige Akelei ist eine endemische Art aus montanen und subalpinen kalkreichen Standorten in den nordwestlichen küstennahen Dinariden in Kroatien und Bosnien und Herzegowina.
In ihren Heimatländern ist sie eine geschützte Wildpflanze.

## Beschreibung
Die Kitaibel-Akelei ist eine mehrjährige, krautige Pflanze, mit reich verzweigtem Wurzelsystem und bleibender Pfahlwurzel.
Sprossachse Die aufrechten, 15 bis 30 cm hohen Stängel sind im oberen Abschnitt drüsig behaart, an der Sprossbasis fast kahl. Die Stängel sind oft bräunlich überlaufen, wenig verzweigt und meist (1)2–3(6)-blütig.
Blatt Die grundständigen Blätter graugrün, gleichfalls öfter bräunlich überlaufen, unterseits stark zottig behaart. Die Pflanze zeichnet sich durch Fehlen von Stängelblättern aus. Die Blätter sind tief eingeschnitten, sitzend oder an sehr kurzen Stielen.
Blüte Die Blüten sind mittelgroß, ziemlich aufrecht, gleichmäßig blauviolett. Die Blüten erscheinen im Juli und haben einen Durchmesser von zwei bis drei Zentimetern. Die fünf Perigonblätter sind jeweils 1,7 cm lang. Nektarblätter bis 2,2 bis 2,4 cm lang; der Sporn ist gerade nur an der Spitze knopfig verdickt, ca. 0,8 cm lang. Die zahlreichen Staubblätter sind kürzer als die Nektarien und ragen so nicht über deren Rand hinaus. Die 5- bis 10-drüsig behaarten Balgfrüchte (Folliculus) enthalten eine Vielzahl von 2 mm langen und ca. 1–1,2 mm breiten dunklen glänzenden Samen.

## Verbreitung
Die Kitaibel-Akelei ist in den küstennahen Nordwest-Dinariden Kroatiens und Bosniens verbreitet. Sie besiedelt die subalpine Stufe zwischen Risnjak und Velebit in Kroatien und geht im Osten bis in die Dinara in Bosnien.

## Standort und Pflanzensoziologie
Standorte der Kitaibel-Akelei finden sich an kalkreichen Standorten in der subalpinen Zone in ca. 1400–1600 m Meereshöhe. Sie wird dort in Kalkschutthalden sowie insbesondere auf Kalkfelsen angetroffen.
Pflanzensoziologisch gehören die Felsspaltenfluren der subalpinen Höhenstufe in der sich die Kitaibel-Akelei findet zur Klasse Asplenietea rupestria. Als ausgesprochen kalzikole Art ist sie hierin eine Charakterart der Karbonat-Felsfluren (Potentilletalia caulescentis). Ivo Horvat hat die Kitaibel-Akelei in diesen Kalk-Felsspaltenfluren im Verband Micromerion in Pflanzenassoziationen mit Asplenium fissum sowie Micromeria croatica unterschieden.
Vikariierend löst die Dinarische-Akelei die Kitaibel-Akelei an vergleichbaren Standorten in den Südostdinariden ab.
Die Verbände der Kalkfelsspaltenfluren sind als reliktreiche Standorte in der Häufung endemischer Taxa von besonderem Interesse für den Naturschutz.